# Просвіта (Уругвай)
Просвіта — громадська організація українців в Уругваї.
Створена в грудні 1934 року. Налічувала 48 членів. Мала невеличку бібліотеку. Ініціаторами створення були Теофіл Літошенко, О. Галущак, І. Топольницький та Н. Вастовський.
У 1939 році товариство купило земельну ділянку і розпочало будівництво власного будинку, яке було завершене в 1946 році.
У 1944 році уругвайська Просвіта випустила декларацію із засудження сталінського та гітлерівського режимів.
До її лав входило кілька колишніх підстаршин Армії УНР з Наддніпрянщини. Галичани — члени комуністичних організацій різко критикували Просвіту.